# Celebeszi mézevő
A celebeszi mézevő (Myzomela chloroptera) a madarak osztályának verébalakúak (Passeriformes) rendjébe és a mézevőfélék (Meliphagidae) családjába tartozó faj.

## Rendszerezése
A fajt Arthur Hay Tweeddale 9. márkija, skót katona és ornitológus írta le 1872-ben. Besorolása vitatott, egyes szervezetek szerint nem önálló faj, hanem a Banda-szigeteki mézevő (Myzomela boiei) alfaja Myzomela boiei chloroptera néven.

## Alfajai
- Myzomela chloroptera chloroptera Walden, 1872
- Myzomela chloroptera juga Riley, 1921
- Myzomela chloroptera eva Meise, 1929
- Myzomela chloroptera batjanensis E. J. O. Hartert, 1903

## Előfordulása
Indonéziához tartozó Celebesz szigetén és több kisebb szigeten honos. Természetes élőhelyei a szubtrópusi és trópusi síkvidéki és hegyi esőerdők, valamint mangroveerdők. Állandó, nem vonuló faj.

## Megjelenése
Testhossza 9-12 centiméter.
|  |  |

## Életmódja
Nektárral táplálkozik, de rovarokat is fogyaszt.

## Természetvédelmi helyzete
Az elterjedési területe nagyon nagy, egyedszáma ismeretlen. A Természetvédelmi Világszövetség Vörös listáján nem fenyegetett fajként szerepel.